# Mark Geier
Mark R. Geier (né en 1948 à Washington, DC, États-Unis) est un médecin indépendant américain et un expert judiciaire controversé, qui a témoigné dans plus de 90 cas concernant des allégations de maladies ou blessures causés par les vaccins,. Depuis 2011, Geier a été interdit d'exercice de la médecine dans chaque État dans lequel il était enregistré comme médecin, en raison de ses traitements de l'autisme et de sa fausse déclaration au conseil de santé du Maryland, devant laquelle il a prétendu être un généticien et épidémiologiste diplômé.

## Biographie
Mark et son fils, David Geier, sont fréquemment cités par les promoteurs de la théorie désormais discréditée selon laquelle les vaccins causent l'autisme. La crédibilité de Geier en tant qu'expert judiciaire a été remise en question dans dix cas de procès. En 2003, un juge a statué que Geier s'est présenté à titre de témoin expert dans les domaines pour lesquels il n'a aucune formation, ni expertise, ni expérience. Dans les autres cas dans lesquels Geier a témoigné, les juges ont remarqué que son témoignage était « intellectuellement malhonnête », « pas fiable » et « entièrement non qualifié ». un autre juge a écrit que Geier est « peut-être intelligent, mais n'est pas crédible ».
Le travail scientifique de Geier a également été critiqué. Lorsque l'Institut de médecine a examiné l'innocuité des vaccins en 2004, il a rejeté le travail de Geier en raison de graves irrégularités, « ininterprétables », et gâché par une mauvaise utilisation de termes scientifiques. En 2003, l'American Academy of Pediatrics a critiqué l'une des études de Geier, qui revendique un lien entre les vaccins et l'autisme, comme contenant « de nombreux défauts conceptuels et scientifiques, des omissions de faits, des imprécisions et inexactitudes » En janvier 2007, un article de Geier a été retiré par le journal Autoimmunity Reviews. Le New Scientist a signalé que la supposée adresse professionnelle utilisée auprès de l'Institutional Review Board (IRB) que Geier avait indiquée pour ses expériences avec des enfants autistes, est l'adresse de sa propre entreprise, incluant Geier, son fils et son épouse, un partenaire d'affaires, et un avocat du demandeur impliqué dans les litiges avec la vaccination. Le conseil des médecins de l'État du Maryland s'y réfère comme un « simulacre » qui ne répond pas aux exigences des lois fédérales ou des États.